# М'яз-підіймач яєчка
М'яз-підіймач яєчка (лат. musculus cremaster) (або м'яз, що підіймає яєчко) — скелетний м'яз, що оточує яєчко та сім'яний канатик.

## Структура
М'яз-підіймач яєчка починається частиною волокон від пахвинної зв'язки, іншими волокнами є продовженням нижніх пучків внутрішнього косого м'яза, проходить крізь пахвинний канал (де частиною волокон вплітається в фасцію м'яза-підіймача яєчка), виходить крізь поверхневе пахвинне кільце та кріпиться до проміжних оболонок яєчка.

## Статеві відмінності
Повний розвиток м'яза-підіймача яєчка відбувається тільки у чоловіків. У жінок даний м'яз розвинений слабо, розташований в пахвинному каналі, в якому обгортає круглу зв'язку матки.

## Функція
М'яз-підіймач яєчка підіймає калитку з яєчком для досягнення оптимальних температурних умов сперматогенезу, а також як захисна реакція.
При знаходженні чоловіка в прохолодному місці, відбувається рефлекторне скорочення м'яза, чим наближається яєчко до тіла і знижується його тепловтрата. Також, м'яз рефлекторно скорочується при захисній реакції організму, в тому числі і по типу «битись або тікати» — яєчко підіймається та притискається до тіла для уникнення можливого ушкодження. Приклад дії захисної реакції демонструє кремастерний рефлекс — рефлекторне підняття яєчка при похлопуванні або проведенні рукою по внутрішній поверхні стегна.

## Кровозабезпечення та іннервація
М'яз-підіймач кровопостачається артерією м'яза-підіймача яєчка, що є гілкою нижньої епігастальної артерії. Іннервується статевою гілкою статево-стегнового нерва.